# It’s a Blue World
It’s a Blue World ist ein Song von George „Chet“ Forrest (Musik) und Robert Craig Wright (Text), der 1939 veröffentlicht wurde.
Das Songwriter-Team Forrest und Wright, das zuvor für den Film The Firefly den Song Donkey Serenade komponiert hatte, schrieben It’s a Blue World für das von Columbia Pictures produzierte Filmmusical Music in My Heart (1940) unter der Regie von Joseph Santley. In den Hauptrollen agieren Rita Hayworth und Tony Martin, der den Song auch vorstellt. Der Song It’s a Blue World erhielt 1941 eine Oscar-Nominierung in der Kategorie Bester Song.
Bereits 1939/40 entstanden zahlreiche Coverversionen des Songs, u. a. von Tommy Dorsey/Frank Sinatra, Woody Herman, Jack Teagarden, Gene Krupa, Ella Fitzgerald, Will Bradley und des Casa Loma Orchestra unter Leitung von Glen Gray. Die Version des Glenn Miller Orchestra (Bluebird 10561 bzw. His Master’s Voice B.D.5587, gekoppelt mit The Woodpecker Song) kam im März 1940 auf Platz 14 der US-Charts, wo sie vier Wochen blieb.
In den 1950er-Jahren wurde der Song auch von Mel Tormé, dem Lionel Hampton Quartett (Clef 98128) und von The Four Freshmen, die 1952 ein letztes Mal mit dem Song in den US-Hitparaden waren (#30), gecovert; ferner wurde er im Bereich des Jazz von Billy Bauer, Rusty Bryant, Barney Kessel, Joe Puma, Coleman Hawkins, Eddie Lockjaw Davis und Red Garland (gleichnamiges Album auf Prestige Records 1958) eingespielt.